# بوي هوانغ فيت آنه
بوي هوانغ فيت آنه (مواليد 1 يناير 1999) (بالفيتنامية: Bùi Hoàng Việt Anh)‏ لاعب كرة قدم فيتنامي يلعب كقلب دفاع لصالح نادي كونغ آن هانوي الذي ينافس في الدوري الفيتنامي الأول. وكذلك يلعب مع منتخب فيتنام لكرة القدم.

## وضلات خارجية
- بوي هوانغ فيت آنه على موقع قاعدة بيانات كرة القدم.إي يو (الإنجليزية)
- بوي هوانغ فيت آنه على موقع ناشيونال فوتبول تيمز (الإنجليزية)
- بوي هوانغ فيت آنه على موقع Soccerway.com (الإنجليزية)